# Ballinagh
Ballinagh (officiellt: Bellananagh, iriska: Béal Átha na nEach) är en ort i grevskapet Cavan i den norra delen av Irland. Orten ligger längs med vägen N55. Tätorten (settlement) Ballinagh hade 936 invånare vid folkräkningen 2016.